# Robert Picard
Pour les articles homonymes, voir Picard (homonymie) et Robert Picard (homonymie).
Robert René Joseph Picard (né le 25 mai 1957 à Montréal, Québec au Canada) est un joueur professionnel canadien de hockey sur glace.

## Carrière de joueur
Joueur de premier plan au niveau junior, il s'avéra un choix logique pour les Capitals de Washington qui en firent leur premier choix lors du repêchage de 1977. Il rejoignit les Caps en 1977-1978 et y resta jusqu'à la fin de la saison 1979-1980.
Il joua aussi avec les Maple Leafs de Toronto avant de rejoindre les Canadiens de Montréal dans un échange impliquant Michel Larocque. Il y resta quelques saisons avant d'être à nouveau échangé aux Jets de Winnipeg où il évolua en compagnie de Randy Carlyle.
Il se retira à la fin de la saison 1989-1990. Il aura joué 899 parties en carrière, y récoltant 423 points pour 6 équipes différentes.

## Statistiques
Pour les significations des abréviations, voir Statistiques du hockey sur glace.
| Saison     | Équipe                       | Ligue      |     | Saison régulière | Saison régulière | Saison régulière | Saison régulière | Saison régulière |   | Séries éliminatoires | Séries éliminatoires | Séries éliminatoires | Séries éliminatoires | Séries éliminatoires |
| Saison     | Équipe                       | Ligue      | PJ  | B                | A                | Pts              | Pun              | PJ               | B | A                    | Pts                  | Pun                  |                      |                      |
| 1973-1974  | Bleu-Blanc-Rouge de Montréal | LHJMQ      | 70  | 7                | 46               | 53               | 296              |                  |   |                      |                      |                      |                      |                      |
| 1974-1975  | Bleu-Blanc-Rouge de Montréal | LHJMQ      | 70  | 13               | 74               | 87               | 339              |                  |   |                      |                      |                      |                      |                      |
| 1975-1976  | Junior de Montréal           | LHJMQ      | 72  | 14               | 67               | 81               | 282              | 6                | 2 | 9                    | 11                   | 25                   |                      |                      |
| 1976-1977  | Junior de Montréal           | LHJMQ      | 70  | 32               | 60               | 92               | 267              | 13               | 2 | 10                   | 12                   | 20                   |                      |                      |
| 1977-1978  | Capitals de Washington       | LNH        | 75  | 10               | 27               | 37               | 101              |                  |   |                      |                      |                      |                      |                      |
| 1978-1979  | Capitals de Washington       | LNH        | 77  | 21               | 44               | 65               | 85               |                  |   |                      |                      |                      |                      |                      |
| 1979-1980  | Capitals de Washington       | LNH        | 78  | 11               | 43               | 54               | 122              |                  |   |                      |                      |                      |                      |                      |
| 1980-1981  | Maple Leafs de Toronto       | LNH        | 59  | 6                | 19               | 25               | 68               |                  |   |                      |                      |                      |                      |                      |
| 1980-1981  | Canadiens de Montréal        | LNH        | 8   | 2                | 2                | 4                | 6                | 1                | 0 | 0                    | 0                    | 0                    |                      |                      |
| 1981-1982  | Canadiens de Montréal        | LNH        | 62  | 2                | 26               | 28               | 106              | 5                | 1 | 1                    | 2                    | 7                    |                      |                      |
| 1982-1983  | Canadiens de Montréal        | LNH        | 64  | 7                | 31               | 38               | 60               | 3                | 0 | 0                    | 0                    | 0                    |                      |                      |
| 1983-1984  | Canadiens de Montréal        | LNH        | 7   | 0                | 2                | 2                | 0                |                  |   |                      |                      |                      |                      |                      |
| 1983-1984  | Jets de Winnipeg             | LNH        | 62  | 6                | 16               | 22               | 34               | 3                | 0 | 0                    | 0                    | 12                   |                      |                      |
| 1984-1985  | Jets de Winnipeg             | LNH        | 78  | 12               | 22               | 34               | 107              | 8                | 2 | 2                    | 4                    | 8                    |                      |                      |
| 1985-1986  | Jets de Winnipeg             | LNH        | 20  | 2                | 5                | 7                | 17               |                  |   |                      |                      |                      |                      |                      |
| 1985-1986  | Nordiques de Québec          | LNH        | 48  | 7                | 27               | 34               | 36               | 3                | 0 | 2                    | 2                    | 2                    |                      |                      |
| 1986-1987  | Nordiques de Québec          | LNH        | 78  | 8                | 20               | 28               | 71               | 13               | 2 | 10                   | 12                   | 10                   |                      |                      |
| 1987-1988  | Nordiques de Québec          | LNH        | 65  | 3                | 13               | 16               | 103              |                  |   |                      |                      |                      |                      |                      |
| 1988-1989  | Nordiques de Québec          | LNH        | 74  | 7                | 14               | 21               | 61               |                  |   |                      |                      |                      |                      |                      |
| 1989-1990  | Nordiques de Québec          | LNH        | 24  | 0                | 5                | 5                | 28               |                  |   |                      |                      |                      |                      |                      |
| 1989-1990  | Red Wings de Détroit         | LNH        | 20  | 0                | 3                | 3                | 20               |                  |   |                      |                      |                      |                      |                      |
| Totaux LNH | Totaux LNH                   | Totaux LNH | 899 | 104              | 319              | 423              | 1 025            | 36               | 5 | 15                   | 20                   | 39                   |                      |                      |

| Année | Compétition |    | PJ | B | A | Pts | Pun                |  | Résultat |
| 1978  | CM          | 10 | 1  | 3 | 4 | 4   | Médaille de bronze |  |          |
| 1979  | CM          | 7  | 0  | 0 | 0 | 2   | 4e place           |  |          |

## Trophées et honneurs personnels
- Ligue de hockey junior majeur du Québec
  - 1975 : nommé dans la 2e équipe d'étoiles
  - 1976 : nommé dans la 1re équipe d'étoiles de l'ouest
  - 1977 : nommé dans la 1re équipe d'étoiles
- Association mondiale de hockey
  - 1977 : repêché par les Nordiques de Québec en 4e ronde, à la 38e position
- Ligue nationale de hockey
  - 1980 et 1981 : participe au Match des étoiles de la Ligue nationale de hockey

## Transactions en carrière
- 11 juin 1980: échangé aux Maple Leafs de Toronto par les Capitals de Washington avec Tim Coulis et un choix de 2e ronde (Bob McGill) lors du repêchage d'entrée dans la LNH en 1980 en retour de Mike Palmateer et un choix de 3e ronde (Torrie Robertson) lors du repêchage d'entrée dans la LNH en 1980.
- 10 mars 1980: échangé aux Canadiens de Montréal par les Maple Leafs de Toronto en retour de Michel Larocque.
- 4 novembre 1983: échangé aux Jets de Winnipeg par les Canadiens de Montréal en retour d'un choix de 3e ronde (Patrick Roy) lors du repêchage d'entrée dans la LNH en 1984.
- 27 novembre 1985: échangé aux Nordiques de Québec par les Jets de Winnipeg en retour de Mario Marois.
- 4 décembre 1989: échangé aux Red Wings de Détroit par les Nordiques de Québec avec Greg C. Adams en retour de Tony McKegney.